# Ичиргу боила
Ичиргу̀ боѝла или чъргубѝля (с гръцка азбука ητζιργου, ητζηργου – в състава на титлите ητζιργου βουληα, [ητ]ζουργου κoλoβρoς, на кирилица чрьгоубꙑлꙗ) е висше управническо звание в Първото българско царство. Известни са имената на няколко – по времето на кан Крум, новозавладените земи били разделени на три части. За управител на средната бил назначен Крумовият брат, на западната – кавханът, а на източната – чъргубилят. В други извори се споменават военни походи, оглавявани от кавхана, комуто били дадени (очевидно за помощници) ичиргу боилът и др. Има данни, че под прякото командване на ичиргу боила е била 400 души тежка конница. Това, както и прякото му участие в управлението на държавата, дават основание да се счита, че става дума за един от най-приближените властници до кана.
За разлика от кавхана, не съществуват сведения ичиргу боилът да е замествал владетеля. Вероятно ичиргубоилът е бил един от вътрешните боляри, от най-приближените на кана и пряко от него получаващ пълномощия – да участва в преговори, да ръководи или да участва във военни походи заедно с кавхана. Това становище би подкрепило идеята, че ичигру боилът е имал особен статут в йерархията на прабългарската аристокрация и е сред най-висшите ѝ представители. Вероятно е отговарял за сигурността на владетеля и вътрешността на държавата.

## Произход
Според Веселин Бешевлиев думата „ичиргу“ е тюрко-алтайска и означава „вътрешен“ (в староуйгурски ičrägi/ičräki означава „придворен служител“).
От един надгробен надпис, открит във Велики Преслав, е известен чъргубилят (чрьгоубꙑлꙗ) Мостич, служил при царете Симеон Велики и Петър I. 
В летописния надпис от Филипи от времето на кан Пресиан също се споменава един неизвестен по име ичиргу боил.